# Igreja de St Giles (Totternhoe)

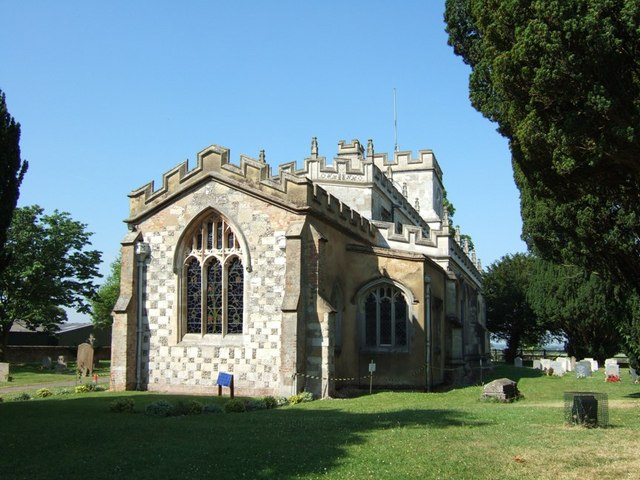
Igreja de St Giles

A Igreja de St Giles é uma igreja listada como Grau I em Totternhoe, Bedfordshire, Inglaterra. Tornou-se um edifício listado no dia 3 de fevereiro de 1967. A igreja foi construída com pedras de pedreiras locais e tem um belo exterior. É usada decoração "Flint-Flushwork" na nave. A construção começou no século XIV e não foi concluída até o século XVI.